# تومازو بیانکی
تومازو بیانکی (ایتالیایی: Tommaso Bianchi؛ ‏تلفظ ایتالیایی: [tomˈmaːzo]؛ زادهٔ ۱ نوامبر ۱۹۸۸) بازیکن فوتبال اهل ایتالیا است.
از باشگاه‌هایی که در آن بازی کرده‌است می‌توان به باشگاه فوتبال مودنا، باشگاه فوتبال لیدز یونایتد، باشگاه فوتبال آسکولی، باشگاه فوتبال کیه‌وو ورونا، باشگاه فوتبال پیاچنزا، باشگاه فوتبال ساسولو، و باشگاه فوتبال نووارا اشاره کرد.
وی همچنین در تیم‌های ملی فوتبال زیر ۱۹ سال ایتالیا، زیر ۲۰ سال ایتالیا، و زیر ۲۱ سال ایتالیا بازی کرده‌است.